# Miguel Illescas Córdoba

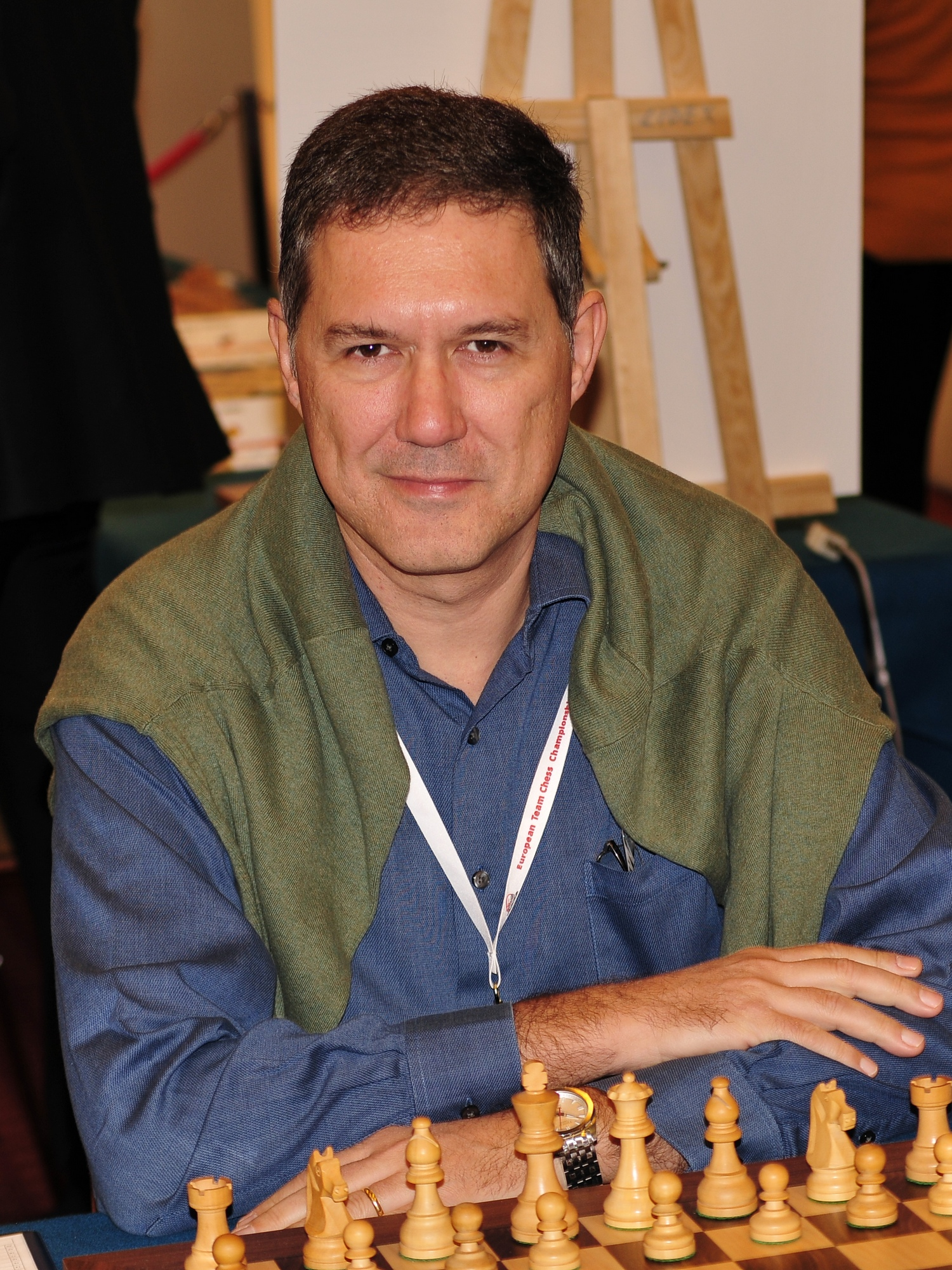
Miguel Illescas (2013)

Miguel Illescas Córdoba (Barcelona, 3 december 1965) is een Spaans schaker met een FIDE-rating van 2607 in 2005 en 2602 in 2015. Hij is een grootmeester.
Op 12-jarige leeftijd werd hij junior schaakkampioen van Catalonië. Hij was opgeleid als informaticus, maar zijn echte passie ging uit naar het schaken. In 1986 werd hij internationaal meester (IM) en in 1988 internationaal grootmeester (GM). In 1993 was zijn Elo-rating 2620, de hoogste Spaanse rating ooit; op dat moment was hij nummer 26 op de wereldranglijst. Zijn match tegen Ljubomir Ljubojević in 1993 eindigde met 4-4 (8 remises).
Begin jaren 90 begon hij zijn eigen schaakschool: La Escuela de Ajedrez de Miguel Illescas (EDAMI). De school verkoopt ook schaakattributen, publiceert een schaakmagazine en organiseert toernooien en dergelijke.
Toernooiresultaten: winnaar Las Palmas 1987 en 1988, winnaar Oviedo 1991, winnaar Pamplona 1991/92, 2e Leon 1992 (1e was Boris Gulko), 3e Chalkidiki 1992, winnaar zonetoernooi Lissabon 1993, 2e Wijk aan Zee 1993 (1e was Anatoli Karpov), winnaar Linares 1994, winnaar zonetoernooi Linares 1995, winnaar Madrid 1996 (met Veselin Topalov) en winnaar Pamplona 1997/98 (met Ulf Andersson). In 2003 werd hij met  Luke McShane en Emil Sutovsky gedeeld eerste in Pamplona.
Hij won het nationaal Spaanse kampioenschap in 1995, 1998, 1999, 2001, 2004, 2005, 2007 en 2010. Sinds 1986 heeft hij vaak deel uitgemaakt van het Spaanse team bij de Schaakolympiade. In 2006 won hij in Turijn een bronzen medaille voor zijn individuele prestatie.
In 1997 was hij onderdeel van het IBM-team dat de supercomputer Deep Blue voorbereidde op een tweede match tegen Garri Kasparov. Samen met Joel Benjamin, Nick Defirmian en John Fedorowicz werd een zeer succesvol resultaat bereikt.
In 2000 was hij de secondant van Vladimir Kramnik bij zijn match om het wereldkampioenschap schaken tegen Kasparov. Kramnik werd wereldkampioen en Miguel Illescas Córdoba was in 2004 zijn secondant bij het verdedigen van de titel tegen Péter Lékó, evenals in 2006 bij de match tegen Topalov. Illescas ziet zichzelf in dergelijke situaties als coach en goeroe; hij houdt zich bezig met schaakanalyses maar ook met het denkproces en persoonlijkheidsissues van de tegenstander.
In 2004 kreeg hij de titel FIDE Senior Trainer.
Hij is ook geïnteresseerd in Schaak 960 (Fischer random chess); hij daagde Bobby Fischer uit om een match met hem te spelen.
Van 24 t/m 28 oktober 2005 werd in Barcelona het Barcelona-grootmeestertoernooi gehouden, dat na de tiebreak met 4 uit 5 door Vasyl Ivantsjoek gewonnen werd. Miguel Illescas Córdoba eindigde met twee en halve punt op de derde plaats.